# Sempu (Nawangan)
Sempu is een bestuurslaag in het regentschap Pacitan van de provincie Oost-Java, Indonesië. Sempu telt 5236 inwoners (volkstelling 2010).